# Virányiné Reichenbach Mónika
Virányiné Reichenbach Mónika (Székesfehérvár, 1981. március 5. –) magyar PR-szakember, jogász, 2010–2022 közt Pázmánd község polgármestere.

## Élete

### Tanulmányai
Kisgyermekkorát Pázmándon töltötte, hét esztendős volt, amikor családjával a közeli Pákozdra költöztek át. Érettségi után elvégezte a Rendőrtiszti Főiskolát, ott ismerkedett meg leendő férjével, a bukovinai székely származású dr. Virányi Gergellyel, akitől a későbbiekben három gyermeke született: Nóra, Gergő és Róbert. Második diplomáját Pécsett szerezte, ahol az Állam- és Jogtudományi Egyetemet végezte el, később még a Budapesti Gazdasági Főiskola PR-szakát is kijárta.

### Polgármesteri tevékenysége
2006-ban, huszonöt évesen beválasztották a pázmándi képviselő-testületbe, független jelöltként, kezdetben jó kapcsolatot ápolt a polgármesterrel, Kutai Tiborral, aki a rendszerváltás óta vezette a település önkormányzatát. Később fokozatosan fordult szembe a faluvezetővel, a következő választáson a szavazatok 48,31 százalékával (három jelölt közül) polgármesteri mandátumot nyert.
Megválasztása után a képviselő-testület ellenzékbe vonult vele szemben és 2012 végén fel is oszlatta önmagát. A 2013. február 24-én tartott időközi választás eredményeként ennek ellenére ő maradt a polgármester, 51,93%-os eredményt elérve. (Az időközi választás kampánya nem volt mentes az indulatoktól sem.) Polgármesteri pozícióját a következő, 2014-es és 2019-es választások eredményeként is megőrizhette.
Kezdeményezésére a település önkormányzata 2015-ben vállalta, hogy csatlakozik az Üvegfalu-programhoz. 2013-ban a falu csatlakozott a környezettudatos gondolkodás terjesztését és az újrahasznosítás kiszélesítését célzó, az Amerikai Egyesült Államokban már évtizedek óta működő Earthship (földhajó) programhoz is. Az ő kezdeményezésére jött létre a településen 2010 körül felállt új utcabizalmi rendszer is.[forrás?]
A polgármester magánemberként a Magyar Vöröskereszt helyi önkéntese is, néhány képviselőtársával együtt, e minőségében szervezett segélyakciót 2013-ban, amikor egy váratlanul érkező, kora tavaszi havazás okozott katasztrófahelyzetet március 14-15-én az ország számos főútvonalán, köztük az M7-es autópálya Pázmánd közigazgatási területét is érintő szakaszán.
Virányiné Reichenbach Mónika a 2013. decemberi tisztújítás óta tagja a Magyar Public Relations Szövetség hét tagú Jogi és Etikai Bizottságának is, dr. Buday-Sántha Andrea elnöklete mellett.